# Santiago Badminton FC

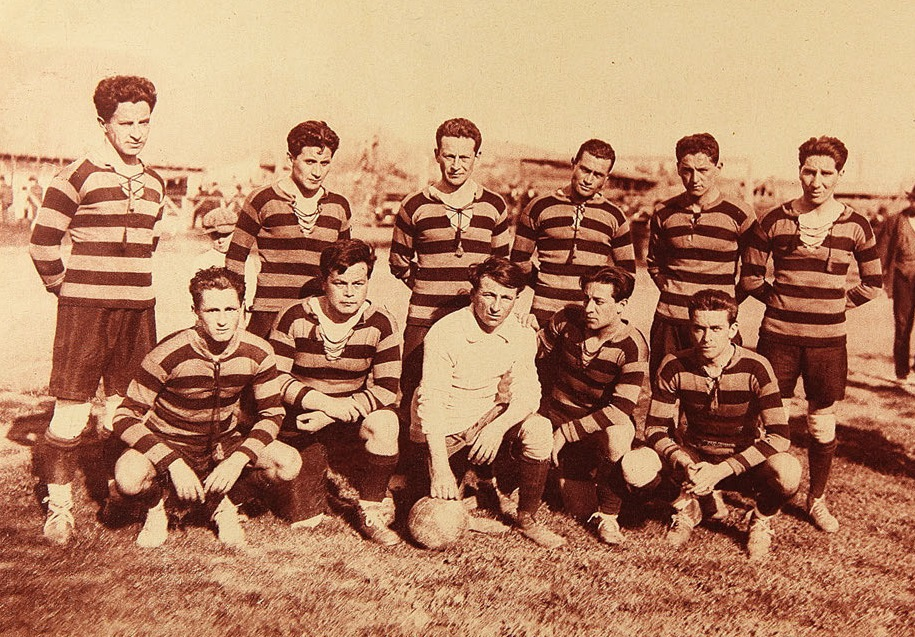
Team van 1924

Santiago Badminton FC (of kortweg Badminton) was een Chileense voetbalclub uit de hoofdstad Santiago.

## Geschiedenis

### Badminton
Badminton was medeoprichter van de hoogste klasse in 1933 en eindigde dat jaar derde achter Magallanes en Colo-Colo. De volgende seizoenen eindigde de club steeds in de middenmoot tot 1941 toen de club laatste werd. Ook daarna bengelde de club meestal bij de laatste drie met uitzondering van 1947 toen de club zevende werd. Na een laatste plaats in 1949 besloot de club te fuseren met Ferroviarios en werd zo CD Ferrobádminton.

### Badminton Curicó
In 1968 werd de fusie ontbonden en gingen beide clubs opnieuw hun eigen weg. In 1970 verhuisde de club naar Curicó en werd zo Badminton Curicó en degradeerde na twee seizoenen in de tweede klasse. Op 26 februari 1973 werd de naam veranderd in Curicó Unido, Badminton was geschiedenis.